# Grupo Progressista do Parlamento do MERCOSUL
O Grupo Progressista do Parlamento do MERCOSUL, Grupo Progressista do MERCOSUL (GPM) ou Bancada Progressista no Parlasul, é uma bancada parlamentar conformada pelos deputados de dito órgão parlamentar de diversos países membros provenientes de partidos com ideologia progressista. Os principais membros são as coalizões União pela Pátria (UxP), a Federação Brasil da Esperança (FE Brasil), a Frente Guasú (FG), a Frente Ampla (FA) e o Grande Polo Patriótico Simón Bolívar (GPPSB). Foi a primeira bancada multinacional dentro do espaço, criada por afinidade ideológica e não por pertencimento nacional.
O grupo tem recebido o apoio de organizações como a Fundação Friedrich Ebert.
Teve um esforço similar por parte de partidos de direitas no Parlamento como o Partido Nacional de Uruguai, o Partido Colorado de Paraguai e o Partido da Social Democracia Brasileira (PSDB), mas ao ter diferenças ideológicas mais marcadas, se dificultou o conseguir um acordo. Assim por exemplo a deputada brasileira do PSDB Marisa Serrano qualificou ao Partido Colorado de «extrema direita» e que portanto não teria cabida na bancada.

## História
Fundado em 2009 como um acordo entre partidos de esquerda e centro esquerda dos países que integram o Mercosul, o Grupo Progressista declara o seguinte:
Constituímos-nos com o objectivo superior de impulsionar a integração de nossos países, com a convicção de que se trata de um processo de múltiplas dimensões: política, económica, social e cultural, cuja importância estratégica arraiga em que esta integração resulta imprescindível para consolidar o desenvolvimento de nossas nações.

Assim mesmo, adoptamos como objectivo específico a melhoria contínua da acção política integradora do Parlamento do Mercosul e o fortalecimento permanente de seus vínculos com a sociedade civil e suas mais diversas expressões organizadas.
Assumimos e reafirmamos os Propósitos assinalados no Art. 2 e os Princípios estabelecidos no Art. 3 do Protocolo Constitutivo do Parlamento do Mercosul e especialmente identificamos-nos com as causas superiores da justiça social, a protecção da natureza e a sustentabilidade ambiental e a visão global de que um mundo melhor é possível.

Em virtude dos enunciados anteriores reafirmamos nossas senhas de identidade como progressistas do Mercosul, impulsionando nossa integração como uma construção comunitária de nações de alcance histórico e baseada numa visão político estratégica comum; no convencimiento que não há desenvolvimento sem integração, e da convicção de que nossas nações só poderão actuar no palco global – multipolar de hoje integradas num bloco através do qual nossos povos possam expressar sua luta por um mundo melhor.— Extracto da nota constitutiva da Bancada Progressista do Parlasur, do 30 de novembro de 2009. (em castelhano)

## Membros
| País      | Partido                              | Ideologia                                                      |
| --------- | ------------------------------------ | -------------------------------------------------------------- |
| Argentina | Unión por la Patria                  | Peronismo Kirchnerismo Social-democracia                       |
| Argentina | Movimiento Evita                     | Peronismo                                                      |
| Argentina | Movimiento Libres del Sur            | Socialismo                                                     |
| Argentina | Partido por la Soberanía Popular     | Indigenismo                                                    |
| Brasil    | FE Brasil                            | Social-democracia Lulismo Socialismo Democrático               |
| Paraguai  | Frente Guasú                         | Social-democracia Progressismo Nacionalismo de esquerda        |
| Uruguai   | Frente Ampla                         | Socialismo do século XXI Social-democracia Progressismo        |
| Venezuela | Grande Polo Patriótico Simón Bolívar | Chavismo Nacionalismo de esquerda Anti-imperialismo Socialismo |